# Caersws
Caersws (in gallese: Caersŵs; pron.: / kɑːɨrˈsuːs/) è un villaggio con status di community del Galles centrale, facente parte della contea di Powys (contea tradizionale: Montgomeryshire) e situato alla confluenza del fiume Severn con il fiume Carno. L'intera community conta una popolazione di circa 1.500-1.600 abitanti.

## Geografia fisica
Caersws si trova tra le località di Llanidloes e Newtown (rispettivamente a nord-est della prima e ad ovest della seconda).  Da Newtown dista circa 6 miglia.

## Origini del nome
La località deve il proprio nome ad un forte (in gallese: caer) romano intitolato probabilmente ad una leggendaria principessa o regina di nome Swswen.

## Storia
In epoca romana, furono costruiti due forti nei pressi di Caersws.
Dopo la conquista normanna dell'Inghilterra, Caersws ottenne lo status di città nel corso del XIII secolo, status che però perse quattro secoli dopo.
Nella seconda metà del XIX secolo, il villaggio era attraverstato dalla Val Railway, una ferrovia che trasportava l'argento estratto nelle vicine miniere di Llandidloes. Tra il 1868 e il 1887, il direttore locale della ferrovia era il poeta e musicologo John Ceiriog Hughes.

## Infrastrutture e trasporti

### Ferrovie
Caersws si trova lungo la Cambrian Line, che collega Aberystwyth a Shrewsbury.

## Sport
- La squadra di calcio locale è il Caersws Football Club, club fondato nel 1887[6]